# Tártarofobia
La tártarofobia (ruso: Татарофобия, transcrito: Tatarofobiya) se refiere al miedo, odio, demonización o prejuicio contra los tártaros, incluidos, entre otros, los tártaros del Volga, de Siberia y de Crimea, aunque las actitudes negativas contra estos últimos son, por lejos, las más graves, en gran parte debido a la larga historia de los medios soviéticos que los retratan de forma muy negativa y promueven estereotipos dañinos para justificar políticamente su deportación y marginación.

## Tártarofobia contra los tártaros de Crimea

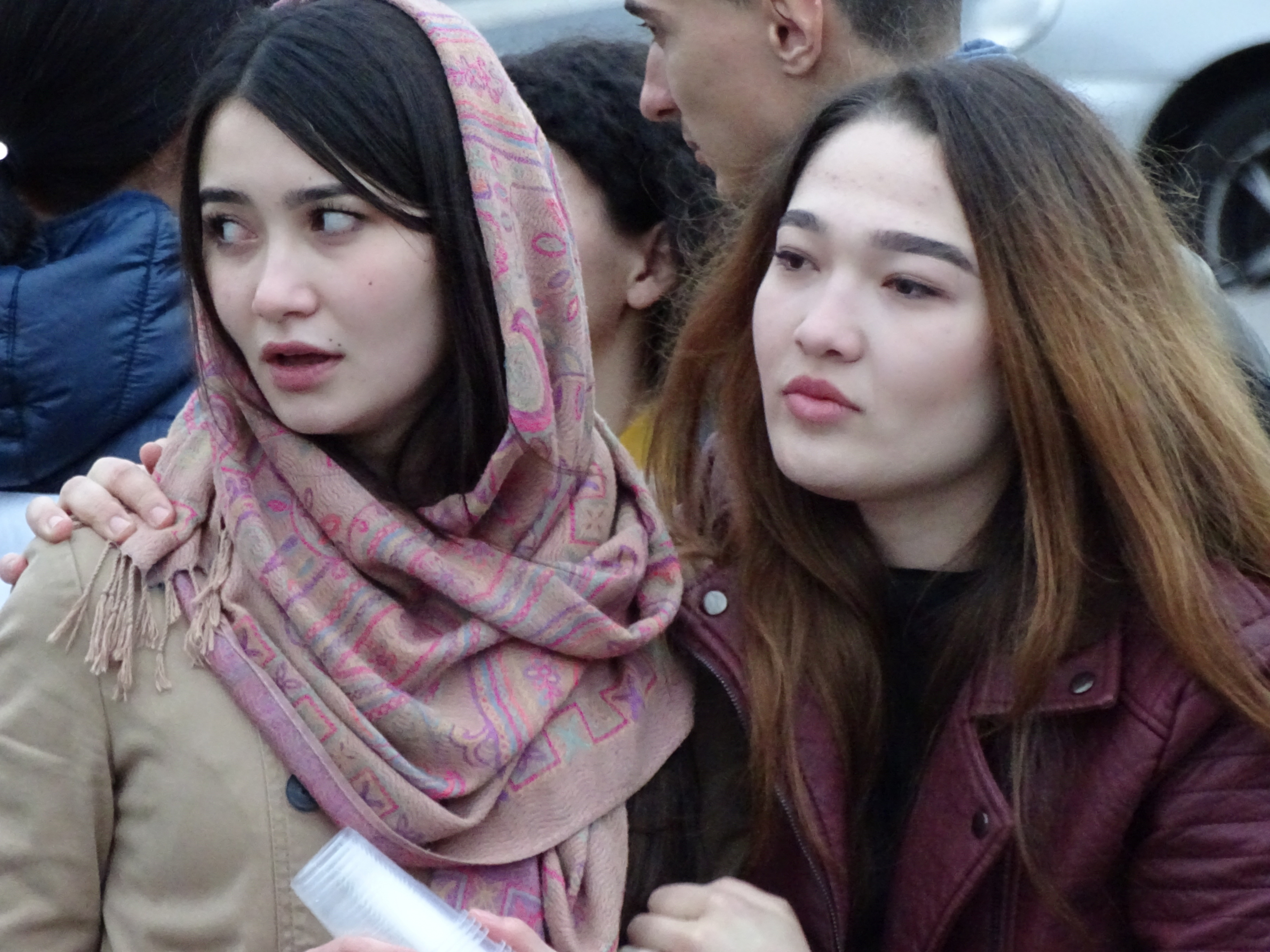
Mujeres tártaras en la conmemoración del genocidio y deportación de los tártaros de Crimea.

Después de la deportación de los tártaros de Crimea en mayo de 1944, el gobierno soviético promovió enérgicamente los estereotipos negativos que existían sobre los tártaros de Crimea y se basó en ellos, declarándolos "traidores", "burgueses", "contrarrevolucionarios" e insinuando falsamente que ellos eran "mongoles" sin conexión histórica con la península de Crimea. La agitación política de los miembros del partido alentó a otros ciudadanos en los destinos de deportación a abusar de ellos, y se llevaron a cabo conferencias en Crimea dedicadas a promover y compartir sentimientos contra los tártaros de Crimea. Los rastros de la presencia de los tártaros en la península de Crimea se borraron después de la deportación de 1944, y miles de pueblos que anteriormente llevaban nombres tártaros recibieron nuevos nombres rusos, destartarizando oficialmente la península. Los tártaros de Crimea deportados que trabajaban en Asia Central vivían bajo el régimen de "colonos especiales", lo cual los privó de muchos derechos civiles que gozaban otros ciudadanos soviéticos y los confinó a un pequeño territorio. Los historiadores han observado similitudes entre las condiciones sufridas por los llamados "colonos especiales" y las víctimas del apartheid, así como por los palestinos en los territorios ocupados por Israel.
Aunque todavía está muy extendida en la sociedad moderna, la tártarofobia genera más controversia y rechazo en los tiempos modernos que en el pasado. Aunque ya no es oficialmente una medida de discriminación por parte del Estado, sigue estando omnipresente en todo el gobierno y la sociedad. Un ejemplo notable fue cuando el cónsul ruso Vladimir Andreev pidió que nadie viera Hajtarma, una película sobre los tártaros de Crimea, porque no retrataba a la población tártara de Crimea de forma suficientemente negativa. Andreev admitió no haber visto la película cuando le dijo a la gente que no asistiera, pero dijo que creía que sería históricamente inexacta porque estaba dirigida por un tártaro de Crimea.
La confusión sobre los diferentes pueblos tártaros ha sido aprovechada por la propaganda, la cual celebra la relativa igualdad experimentada por los tártaros del Volga para inducir al público a confundirlos con los tártaros de Crimea y a creer que las relaciones interétnicas son extremadamente positivas. No es inusual que los tártaros del Volga sean elogiados y apreciados como pueblos hermanos por las mismas instituciones que simultáneamente se dedican a la tártarofobia contra los tártaros de Crimea, y no es inusual que se haga referencia a la relativa falta de hostilidad hacia los tártaros del Volga como una excusa para evitar corregir la xenofobia hacia los tártaros de Crimea. Aunque el idioma tártaro de Crimea es muy distante del idioma tártaro de Kazán, la Unión Soviética se opuso durante mucho tiempo a la solicitud del movimiento de derechos civiles de los tártaros de Crimea de restaurar su autonomía en Crimea, en cambio se les ha ofrecido crear para ellos una región autónoma en Tartaristán insultando gran parte del liderazgo de los tártaros de Crimea.

## Tártarofobia contra los tártaros del Volga

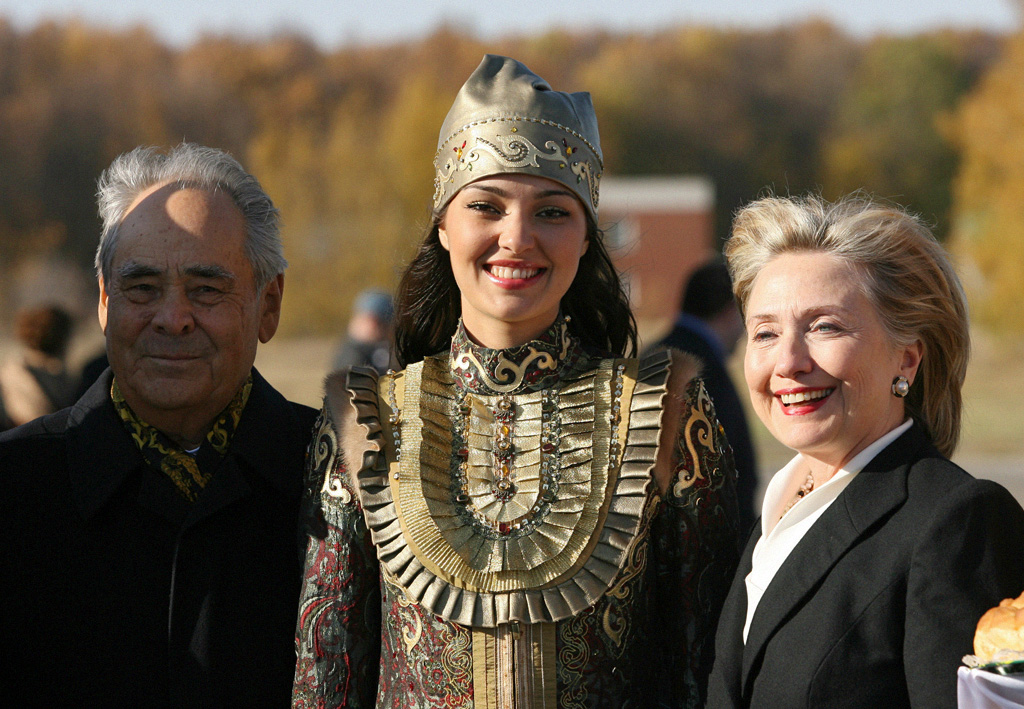
Hillary Clinton visitando Tartaristán en 2009

Históricamente, los tártaros del Volga han sido aclamados como una "minoría modelo" tanto en Rusia como en la desaparecida Unión Soviética y han sido tratados mucho mejor que los tártaros de Crimea. No obstante, existen prejuicios contra los tártaros del Volga y ha habido algunos intentos de destartarizar Tartaristán por parte de los nacionalistas rusos. En 2007, un joven tártaro fue asesinado a puñaladas por un grupo de personas cuando se dirigía a trabajar en San Petersburgo. La comunidad tártara afirmó que el asesinato fue por motivos racistas y una consecuencia de la islamofobia. Después de que Elmira Abdrazakova fuera coronada Miss Rusia en 2013, fue bombardeada con insultos racistas.